# 宁波广播电视集团

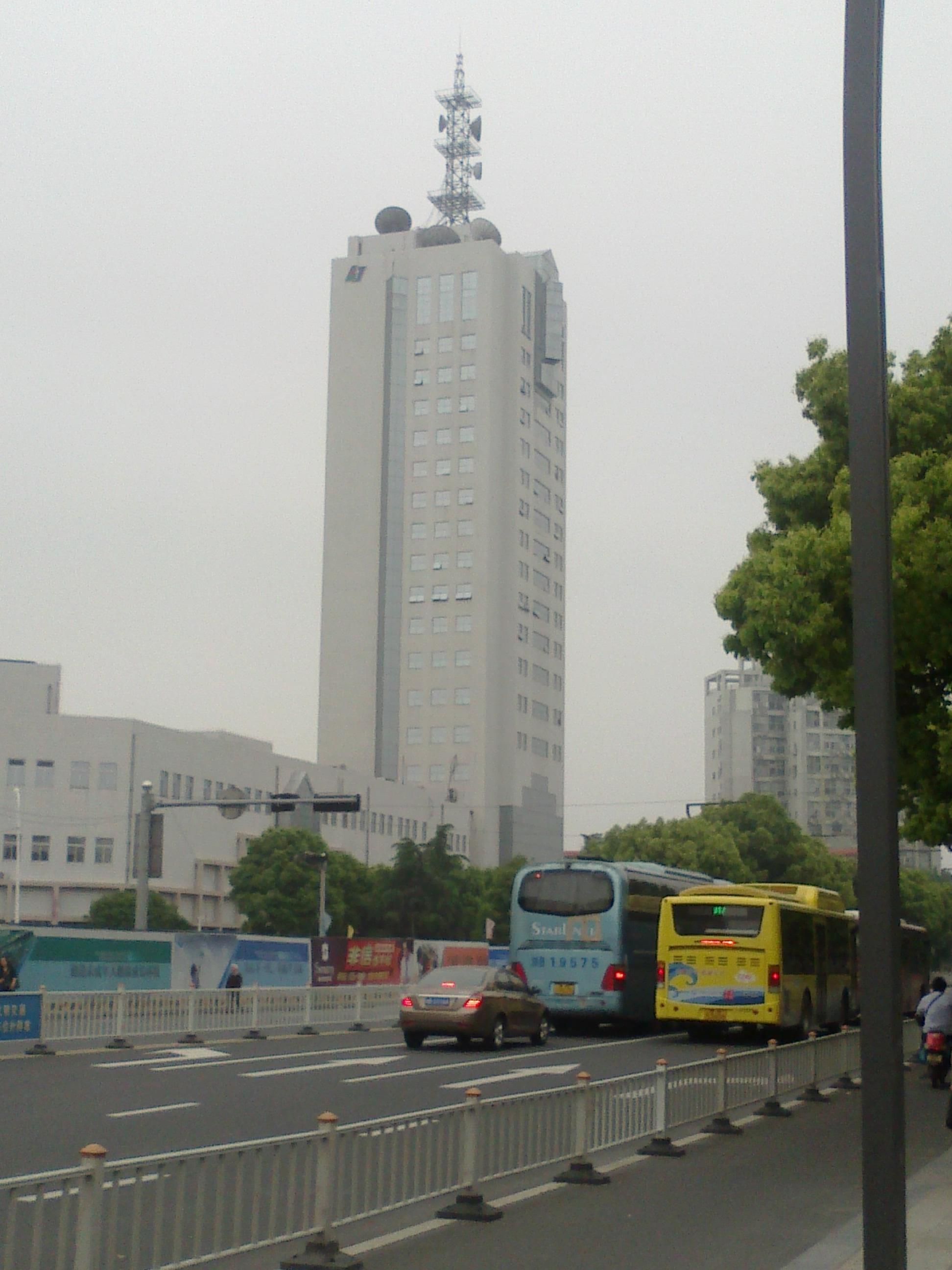
宁波电视台原址远眺

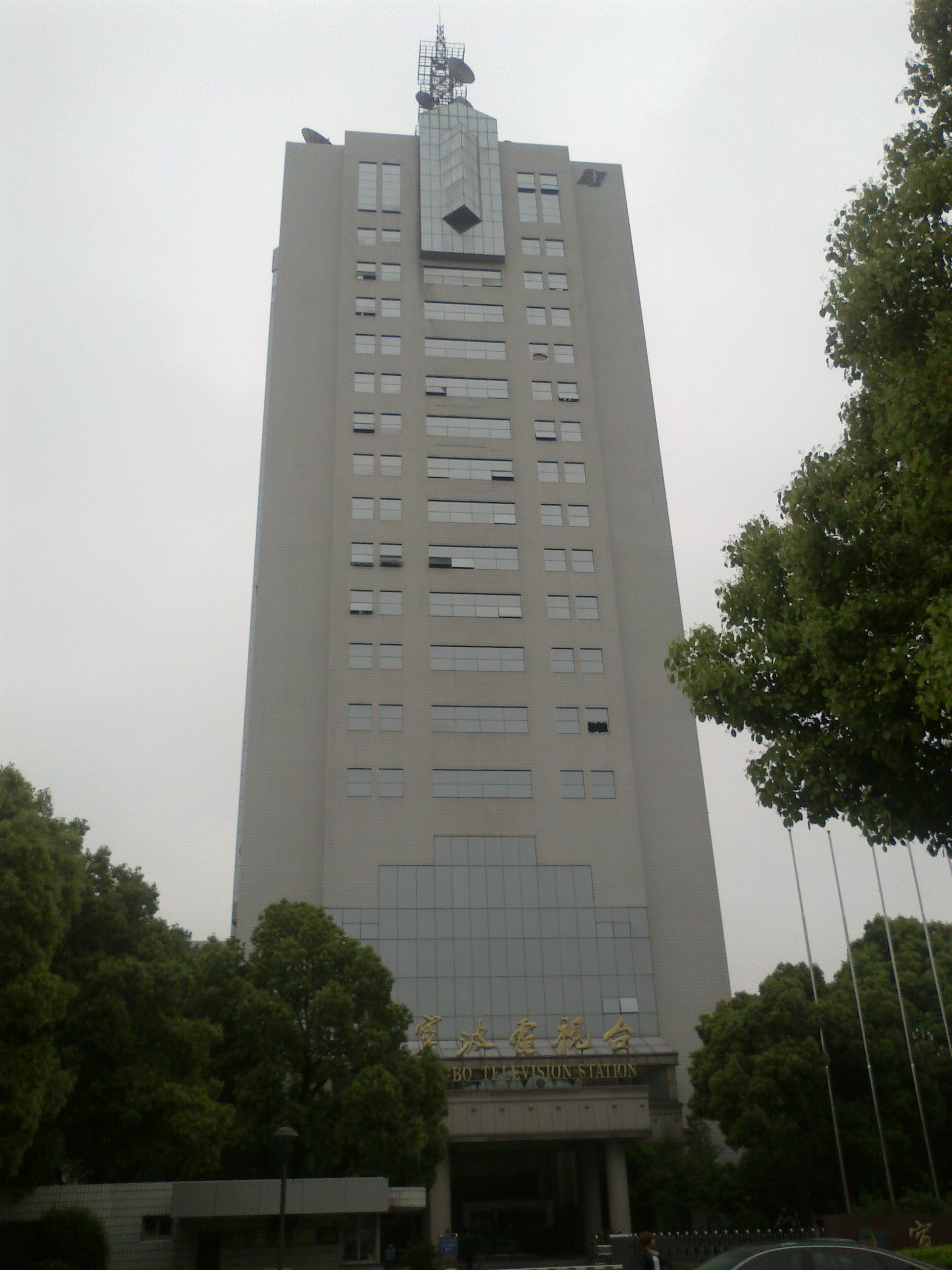
宁波电视台原址大厦

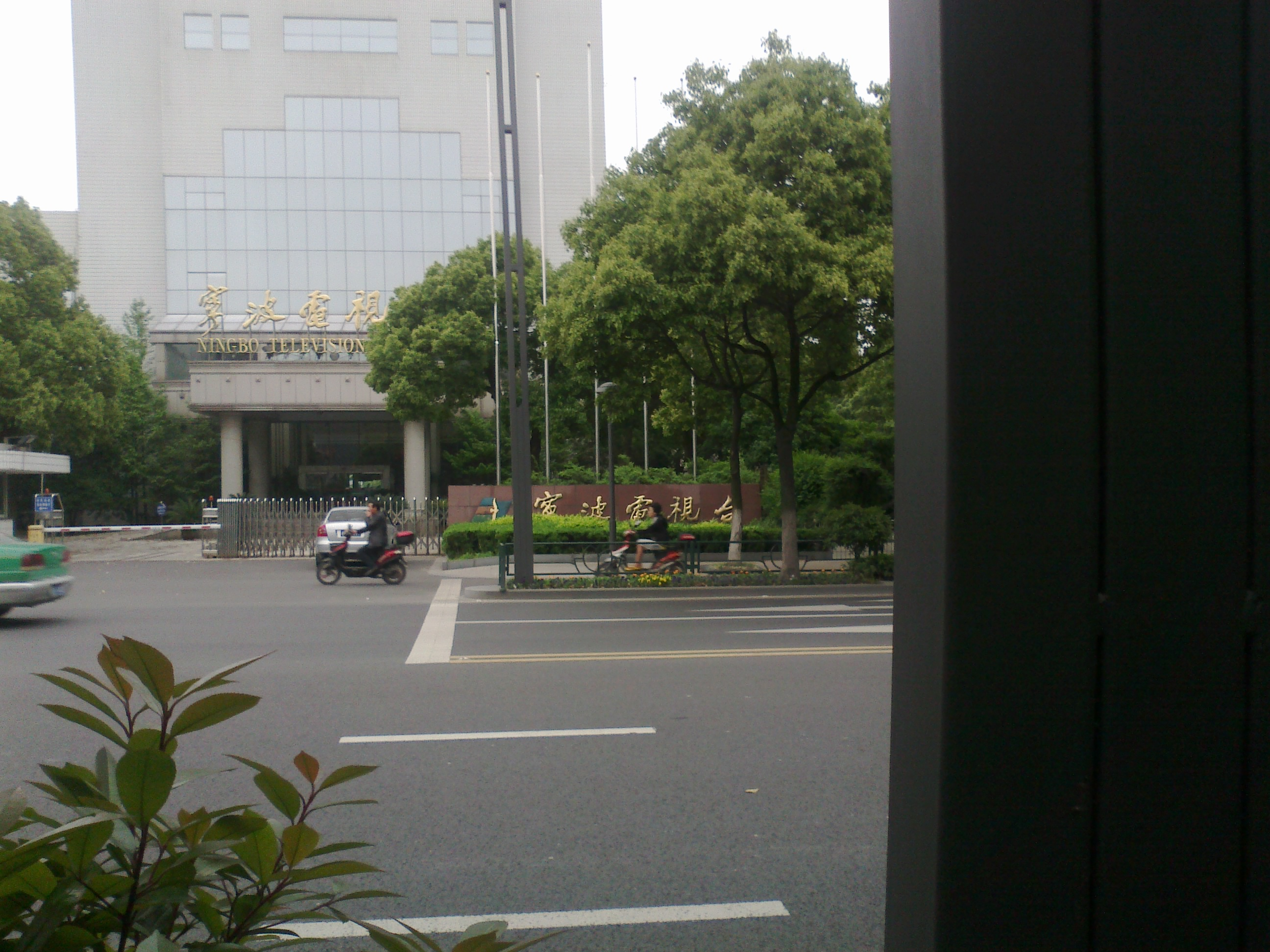
宁波电视台原址大厦门口

宁波广播电视集团是中国浙江省宁波市的一家副省级广播电视传媒集团，成立于2003年3月28日，由原宁波人民广播电台、宁波电视台等单位合并组建而成，为宁波市人民政府直属，相当于正局级的事业单位。集团拥有广播、电视、广电报、广电网、移动电视、微博、微信、客户端等媒体，从事广播、电视节目制作、节目传输增值业务、报刊发行、广告、演艺等业务。

## 历史

### 宁波人民广播电台
1952年9月15日，中国人民解放军华东军区宁波市军事管制委员会派员接管当时的私营宁钟电台，并在原宁钟电台设备的基础上建立宁波人民广播电台。1953年2月10日，宁波人民广播电台开播，当时编辑部设在广济巷3号，发射机房在望京路1号。
1958年5月，中共宁波市委决定，宁波人民广播电台与《宁波报》社合并，统一组成编委会，由市委直接领导。1961年，编委会分拆。1978年11月，宁波地区广播事业管理局成立，与宁波电台合署办公。1985年，宁波市广播站并入宁波电台。1987年，宁波广电系统局台分设，宁波电台成为宁波市广播电视局直属单位。
1985年，宁波人民广播电台试播调频广播节目。1991年春节，宁波电台筹办经济电台，以“宁波人民广播电台经济台”呼号推出口播试播节目。1993年8月18日6点，宁波电台经济台以“甬江经济广播电台”名称正式开播；次年更名为宁波经济广播电台。
2000年5月，宁波人民广播电台新大楼正式落成，台址迁至和义路109号。

### 宁波电视台
宁波电视台的前身为宁波电视调频转播台。1970年，宁波市开始电视转播，并于1971年秋在华侨饭店五楼安装50瓦电视差转机1台，同年12月26日开始试转播上海电视台节目。1978年10月，宁波市人民广播站在保国寺山顶建设了1座50瓦的电视转播台，后将转播的电视信号源转移到海拔650米的太白山顶。1980年8月，又在广济巷3号宁波电台5楼建设了1座50瓦功率的的转播台，转播中央电视台第一套节目，覆盖范围为海曙地区。
1984年7月27日，宁波电视台建立，同时并入电视调频转播台和广播站灵桥转播台。当时台址设在开明街4号，发射台设在江厦街1号宁波工业品展销大楼九楼，共转播3套电视节目、1套调频广播，自办1套综合节目（12频道）。其中12频道（现新闻综合频道）于1985年2月开播，覆盖宁波市区及鄞县、北仑等部分地区。1995年5月开播第二套节目（现社会生活频道），频道号为18。
1991年7月，宁波电视台成立有线电视办公室，并于1993年5月初设立宁波有线广播电视台，11月2日试播。1995年4月14日，宁波有线广播电视台正式建台并开播，共播出17套电视节目和2套调频广播节目，其中有“有线综合台”、“有线生活教育体育台”和“有线电影台”3套自办节目。
1996年2月12日，宁波电视台开始建设彩电中心（又称宁波电视中心）。1998年10月，宁波电视中心正式启用。
2001年3月21日，宁波电视台与宁波有线广播电视台合并。同年5月1日起，合并后的频道使用新呼号，分别是新闻综合、经济生活、都市文体和影视剧。
2003年3月28日，宁波广播电视集团在宁波广电大厦举行成立大会及揭牌仪式。
2016年3月28日，宁波电视台新闻综合频道实现高标清同步播出。
2020年4月20日，宁波电视台全部频道实现高标清同播。
2024年3月11日集团总部和所属企业迁至鄞州区凤竹路5号，3月26日广播传媒四套频率完成信号切割，4月2日所有节目信号全部切割至新址。

## 电视服务
宁波广播电视集团的电视服务源于1984年7月27日成立的宁波电视台，覆盖宁波10个区县（海曙区、鄞州区、江北区、北仑区、镇海区、奉化区、余姚市、慈溪市、宁海县、象山县）以及邻近县市，现拥有4个频道，台址位于宁波市鄞州区凤竹路5号。

### 频道列表
| 頻道名稱     | 语言                        | 广播格式                    | 啟播時間      | 频道前身                                                                              | 備註 | 備註 |
| 新闻综合频道 | 普通話 英語（Ningbo Focus） | SD: PAL 576i 16:9 HD: 1080i | 1984年7月27日 | 宁波电视台一套                                                                        |      |      |
| 经济生活频道 | 普通話 宁波话               | SD: PAL 576i 16:9 HD: 1080i | 1995年5月1日  | 宁波电视台二套 宁波电视台社会生活频道                                                 |      |      |
| 都市文体频道 | 普通話 宁波话               | SD: PAL 576i 16:9 HD: 1080i | 1994年1月     | 宁波有线电视剧频道 宁波有线综合频道 宁波电视台文化娱乐频道                            |      |      |
| 影视剧频道   | 普通話                      | SD: PAL 576i 16:9 HD: 1080i | 1994年1月     | 宁波有线体育频道 宁波有线生活教育体育频道 宁波有线生活教育电影频道 宁波电视台影视频道 |      |      |

#### 停播频道
- 教育科技频道（2014年至2022年7月1日）
- 少儿频道（2005年6月1日[10]至2023年12月1日）

### 节目

#### 新闻综合频道
主要报道时政新闻和宁波本地民生新闻。主要节目有：
- 《宁波新闻》
- 《看点》（原名《看看看》）
- 《第一聚焦》
- 《第一访谈》
- 《新闻周刊》
- 《锋领港城》
- 《人大之声》
- 《政协视点》
- 《Ningbo Focus》（《宁波聚焦》，外宣节目，英语播出）
- 《健康有1套》
- 《高新视窗》
- 《寻味明州》

#### 社会生活频道
- 《来发讲啥西》（宁波话播出）
- 《农道》
- 《天然舞台》（宁波话播出）
- 《十万个为什么》

#### 文化娱乐频道
- 《讲大道》（宁波话播出，分《讲大道·生活》、《讲大道·新闻》两个日播板块和《宁波老话》周播板块）
- 《农家》
- 《江南话语》

#### 影视剧频道
- 《开心大赢家》
- 《5爱体育》
- 《七色花开》
- CBA宁波富邦男子篮球俱乐部主客场赛事直播

## 广播服务
宁波广播电视集团的广播服务源于1953年2月10日成立的宁波人民广播电台。现拥有4个广播频率，信号覆盖宁波市和舟山、绍兴等周边地区，覆盖人口1000余万。台址位于宁波市鄞州区凤竹路5号。
| 頻道名稱 | 语言   | 频道频率 | 啟播時間      | 频道前身 | 備註                                                                     |
| 综合广播 | 普通話 | FM92.0   | 1953年2月10日 |          | 宁波市第一個廣播頻率，以新聞、時事、專題、公益、監督類節目為主的綜合頻率 |
| 经济广播 | 普通話 | FM102.9  |               |          | 主要播出財經資訊的频率                                                   |
| 交通广播 | 普通話 | FM93.9   |               |          | 主要為駕車人士服務的頻率，提供路況播報、生活資訊、服務類節目             |
| 音乐广播 | 普通話 | FM98.6   |               |          | 宁波市第一條專業化音樂頻率                                               |

### 停播频率
- 老年与少儿广播（2023年12月1日停播）

## 其他资产
集团旗下还拥有广电发射中心、广播电视广告有限公司、影视艺术有限责任公司、宁波广电广通移动数字电视有限公司、宁波宁聚传媒科技有限公司、广播电视广告有限公司广播分公司、宁波广慧传媒科技公司、宁波广育文化传播有限公司、宁波无线城市运营有限公司、宁波广创旅游会展有限公司10个单位。